# 옌스 하르트비히
옌스 하르트비히(Jens Hartwig, 1980년 4월 16일 ~ )는 독일의 배우이다.